# Venezia (traghetto)
Il Venezia è un traghetto appartenente alla compagnia di navigazione italiana Grimaldi Lines.

## Caratteristiche
Il traghetto, un ro-pax di ultima generazione, è in grado di trasportare un massimo di 179 veicoli, o, in alternativa,  2.623 metri lineari di carico merci. Il Venezia è inoltre in grado di trasportare un massimo di 946 passeggeri, ospitabili in 99 cabine. Spinto da 2 motori MAN-B&W 9L48/60, generanti una potenza complessiva di 21.600 kW, è in grado di raggiungere una velocità massima di 23 nodi, il che lo rende ideale per contribuire allo sviluppo delle autostrade del mare.

## Servizio
Varato il 12 giugno 2004 nel Cantiere navale Visentini di Porto Viro con il nome di Golfo degli Angeli e consegnato il 20 settembre successivo alla Lloyd Sardegna, prende servizio il 28 settembre nei collegamenti tra Piombino, Livorno ed Olbia, in coppia con il gemello Golfo Aranci.
Nel 2006, con l'acquisizione della Lloyd Sardegna da parte della Moby Lines, passa a quest'ultima insieme al resto della flotta, continuando ad operare nei collegamenti tra Piombino e Olbia.
Nel maggio del 2007 viene ribattezzato Maria Grazia On. e, dopo la vendita del Golfo Aranci, viene affiancato sulla propria rotta dal Moby Tommy.

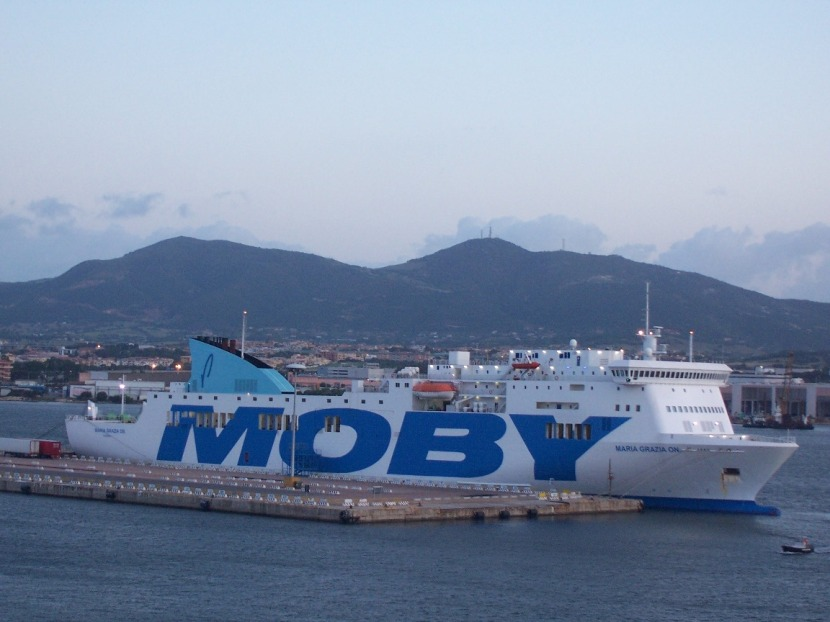
Io Maria Grazia On. ormeggiato ad Olbia nel 2007.

Nell'ottobre del 2007 viene noleggiato alla Caronte & Tourist ed impiegato nei collegamenti tra Salerno e Messina.
Nel maggio del 2008 termina il noleggio alla Caronte & Tourist e torna in servizio per Moby Lines nei collegamenti tra Piombino, Livorno ed Olbia.
Dall'autunno del 2008 al maggio del 2009 viene di nuovo noleggiato alla Caronte & Tourist ed impiegato nuovamente nei collegamenti tra Salerno e Messina.
Nella stagione estiva 2009 opera nei collegamenti tra Piombino, Livorno ed Olbia ed in quelli tra Livorno e Bastia.

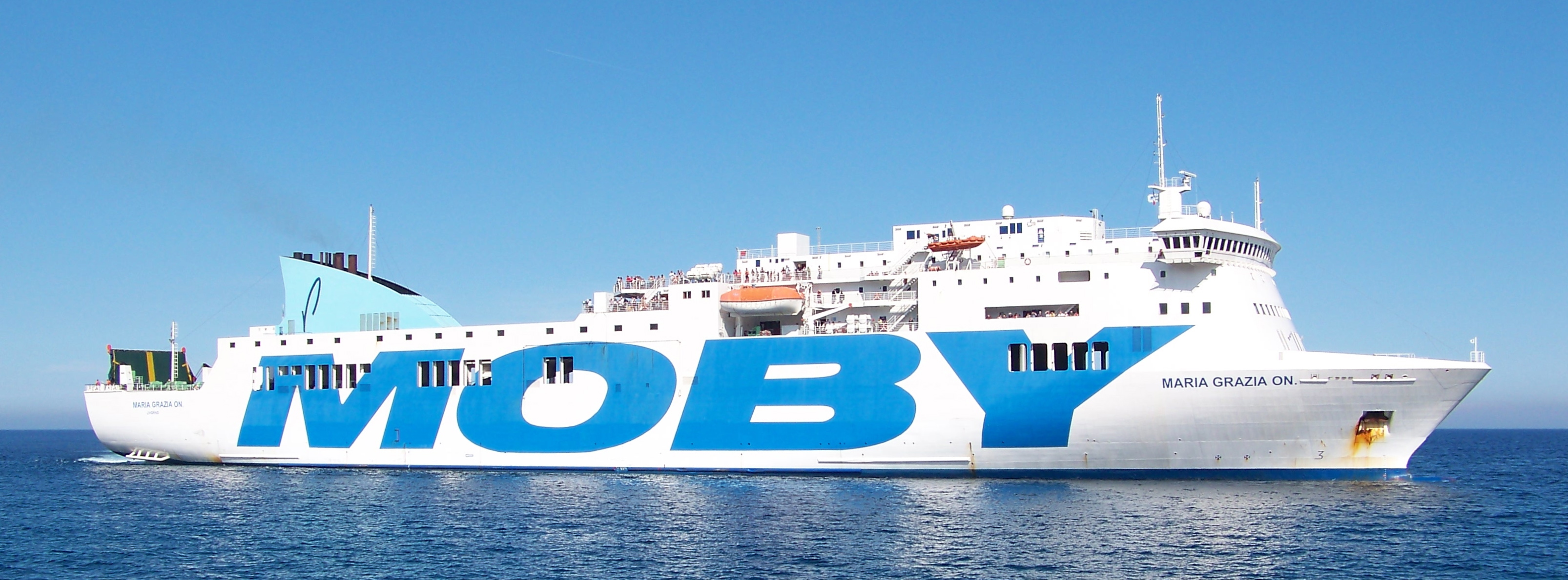
Il Maria Grazia On. in evoluzione a Bastia nel 2008.

Da novembre 2009 a febbraio 2010 viene noleggiato alla T-Link ed impiegato nei collegamenti tra Voltri e Termini Imerese.
Nel marzo del 2010 viene noleggiato a lungo termine alla Trasmediterránea e, ribattezzato Albayzin, prende servizio il 13 marzo nei collegamenti tra Barcellona e Tangeri Med sotto le insegne della FerriMaroc.
Il 7 ottobre 2010 viene trasferito nei collegamenti tra Cadice e le Canarie.

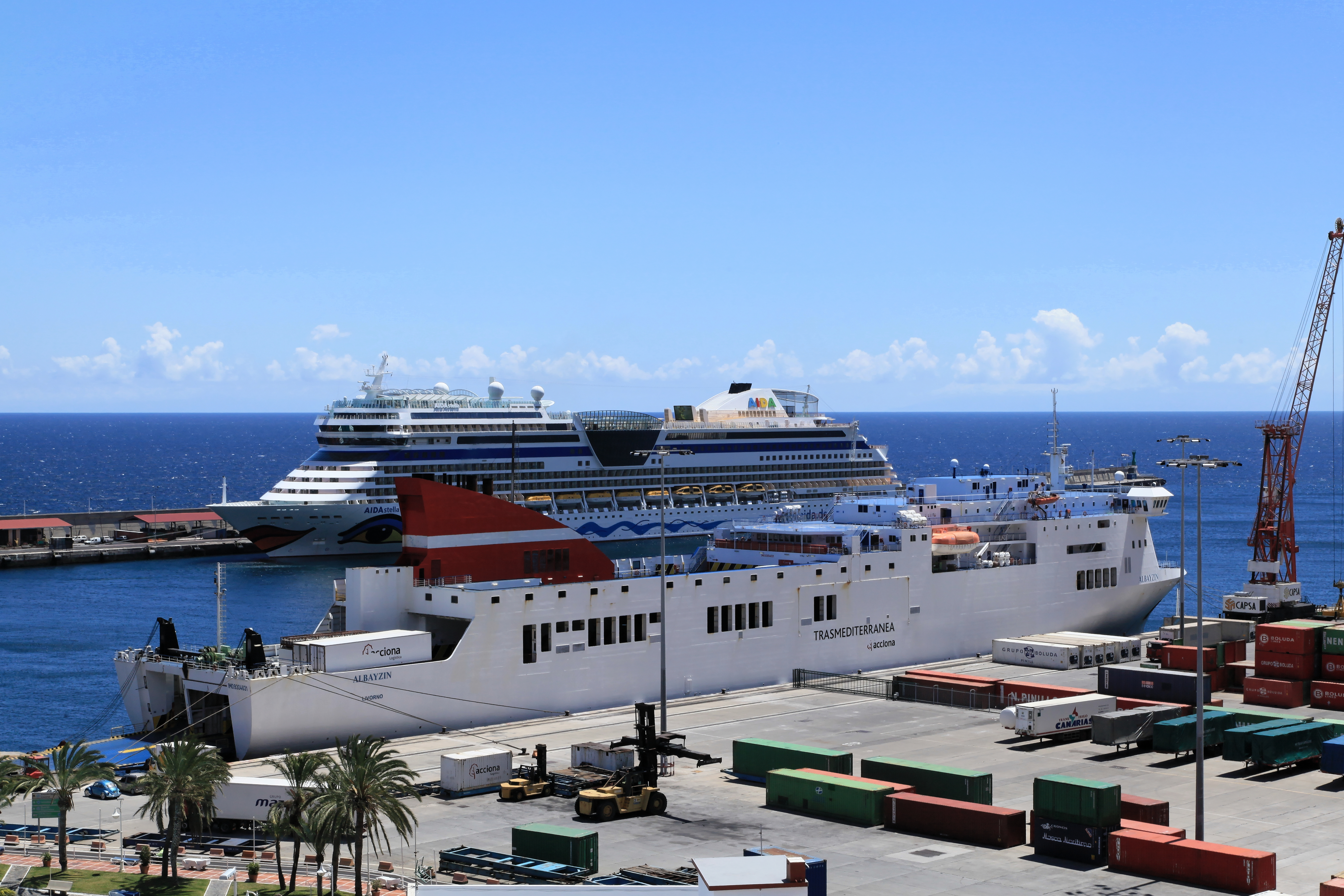
L'Albayzin ormeggiato a Santa Cruz de Tenerife nel 2015.

Il 19 gennaio 2016 viene venduto a titolo definitivo alla Trasmediterránea ed issa bandiera cipriota.
Nel maggio del 2019 viene ribattezzato Ciudad de Cádiz
Il 25 novembre 2019 ne viene annunciata la cessione alla Grimaldi Lines, alla quale viene consegnato il 4 dicembre.
Ribattezzato Venezia, prende servizio nei collegamenti tra Brindisi, Igoumenitsa e Patrasso.
Nella stagione estiva 2020 viene trasferito nei collegamenti tra Venezia, Patrasso ed Igoumenitsa.
Successivamente, viene brevemente impiegato ad ottobre per inaugurare i nuovi collegamenti tra Salerno e Cagliari..
Il 2 giugno 2021 prende servizio nei collegamenti tra Ancona ed Igoumenitsa, dove opera tutt'oggi in coppia con il gemello Florencia.
Nel marzo del 2025 viene sottoposto a lavori di ristrutturazione in cantiere a Perama, durante i quali è stata aggiunta una sovrastruttura e sono state apportate importanti modifiche agli spazi comuni. Inoltre, il numero di cabine è aumentato da 99 a 129.

## Navi gemelle
Segue l'elenco delle navi con il loro nome attuale. Le navi, anche se gemelle, si differenziano per alcuni particolari. Per questo, è evidenziato accanto al nome la classe di progetto.
- Florencia (IMO 9287584)[4]
- Sorrento (IMO 9264312)[5]
- Catania (IMO 9261554)[5]